# MIAR
MIAR (Matriz de Información para el Análisis de Revistas) es una base de datos, gratuita y accesible por Internet elaborada por la Universidad de Barcelona. Incluye información sobre revistas científicas de todas las áreas.
Indica la difusión de las revistas científicas en repertorios, catálogos y bases de datos internacionales, comparándolas a nivel nacional e internacional. Indica el título, ISSN, país, url, ámbito, campo académico, en dónde está indizada, dónde es evaluada, en qué métricas aparece, las políticas de OA y la puntuación que se le otorga a la revista.